# István Kozma (piłkarz)
István Kozma (ur. 3 grudnia 1964 w Pásztó) – węgierski piłkarz grający na pozycji ofensywnego pomocnika. W swojej karierze 40 razy zagrał w reprezentacji Węgier i strzelił 1 gola.

## Kariera klubowa
Karierę piłkarską Kozma rozpoczął w klubie Salgótarjáni BTC. Następnie przeszedł do budapeszteńskiego Újpestu. W 1983 roku awansował do kadry pierwszej drużyny i w sezonie 1983/1984 zadebiutował w jego barwach w pierwszej lidze węgierskiej. W 1987 roku wywalczył z Újpestem wicemistrzostwo oraz Puchar Węgier. W klubie tym grał do końca sezonu 1988/1989.
Latem 1989 Kozma przeszedł do szkockiego klubu Dunfermline Athletic. W szkockiej lidze grał do końca 1991 roku i był podstawowym zawodnikiem Dunfermline. W 1992 roku przeszedł do Liverpoolu za 300 tysięcy funtów. Wiosną 1992 zdobył z Liverpoolem Puchar Anglii. W sezonie 1991/1992 rozegrał w Liverpoolu 5 meczów ligowych, a w kolejnym - 1.
W 1993 roku Kozma wrócił na Węgry i ponownie został piłkarzem Újpestu. W 1995 roku został z nim wicemistrzem kraju, a następnie przeszedł do cypryjskiego APOEL-u Nikozja. W 1996 roku został mistrzem Cypru. Z APOEL-em dwukrotnie zdobył Puchar Cypru (1996, 1997).
Od 1997 roku Kozma ponownie grał na Węgrzech. W latach 1997–1998 grał w Újpeszcie, z którym w 1998 roku wywalczył mistrzostwo Węgier. Wiosną 1999 był zawodnikiem Videotonu, a jesienią 1999 - Lombardu FC-Tatabánya. Od początku 2000 roku znów występował w Újpeszcie, w którym w 2001 roku zakończył karierę.
| Sezon   | Klub                 | Kraj    | Rozgrywki                 | Mecze | Bramki |
| ------- | -------------------- | ------- | ------------------------- | ----- | ------ |
| 1983/84 | Újpest FC            | Węgry   | NB I                      | 19    | 0      |
| 1984/85 | Újpest FC            | Węgry   | NB I                      | 23    | 1      |
| 1985/86 | Újpest FC            | Węgry   | NB I                      | 27    | 0      |
| 1986/87 | Újpest FC            | Węgry   | NB I                      | 29    | 2      |
| 1987/88 | Újpest FC            | Węgry   | NB I                      | 28    | 2      |
| 1988/89 | Újpest FC            | Węgry   | NB I                      | 30    | 5      |
| 1989/90 | Dunfermline Athletic | Szkocja | Premier League            | 33    | 6      |
| 1990/91 | Dunfermline Athletic | Szkocja | Premier League            | 34    | 2      |
| 1991/92 | Dunfermline Athletic | Szkocja | Premier League            | 23    | 0      |
| 1991/92 | Liverpool            | Anglia  | Division One              | 5     | 0      |
| 1992/93 | Liverpool            | Anglia  | Division One              | 1     | 0      |
| 1993/94 | Újpest FC            | Węgry   | NB I                      | 29    | 8      |
| 1994/95 | Újpest FC            | Węgry   | NB I                      | 29    | 7      |
| 1995/96 | APOEL FC             | Cypr    | Protathlima A’ Kategorias | 20    | 2      |
| 1996/97 | APOEL FC             | Cypr    | Protathlima A’ Kategorias | 20    | 3      |
| 1997/98 | Újpest FC            | Węgry   | NB I                      | 29    | 0      |
| 1998/99 | Újpest FC            | Węgry   | NB I                      | 4     | 0      |
| 1998/99 | Videoton FC          | Węgry   | NB I                      | 14    | 1      |
| 1999/00 | Lombard FC-Tatabánya | Węgry   | NB I                      | 11    | 0      |
| 1999/00 | Újpest FC            | Węgry   | NB I                      | 7     | 0      |
| 2000/01 | Újpest FC            | Węgry   | NB I                      | 13    | 3      |

## Kariera reprezentacyjna
W reprezentacji Węgier Kozma zadebiutował 9 września 1986 roku w zremisowanym 0:0 towarzyskim meczu z Norwegią. W swojej karierze grał w eliminacjach do MŚ 1990, Euro 92 i Euro 96. W kadrze narodowej od 1986 do 1995 roku rozegrał 40 meczów i strzelił 1 gola.